# Друга лига Црне Горе у фудбалу
Друга лига Црне Горе у фудбалу, други је степен лигашких фудбалских такмичења у Црној Гори. Формирана је 2006. након распада заједничке државе Србије и Црне Горе и расформирања бившег трећег степена такмичења, а лигом управља Фудбалски савез Црне Горе. Виши степен такмичења је Прва лига, а нижи је Трећа лига.
У лиги учествује десет клубова, игра се четворокружним системом, свако са сваким код куће и у гостима по два пута. На крају сезоне, побједник Друге лиге се пласира директно у Прву лигу за наредну сезону, док другопласирана и трећепласирана екипа играју у баражу против осмопласираног и деветопласираног клуба из Прве лиге. Два последњепласирана клуба испадају у Трећу лигу, док у Другу лигу улазе два побједника баража у којима учествују прваци три регије у оквиру Треће лиге.

## Клубови у сезони 2022/23.
- Бокељ - Котор
- Беране - Беране
- Грбаљ - Радановићи
- Зета - Зета
- Игало - Херцег Нови
- Ком - Подгорица
- Младост ДГ - Подгорица
- Никшић - Никшић
- Отрант Олимпик - Улцињ
- Подгорица - Подгорица

## Побједници
СР Југославија (Републичка лига Црне Горе)
| Сезона   | Побједник | Друго мјесто | Треће мјесто   |
| -------- | --------- | ------------ | -------------- |
| 2000/01. | Морнар    | Петровац     | Рибница        |
| 2001/02. | Ком       | Језеро       | Грбаљ          |
| 2002/03. | Грбаљ     | Зора         | Црвена стијена |

Србија и Црна Гора (Републичка лига Црне Горе)
| Сезона   | Побједник | Друго мјесто | Треће мјесто   |
| -------- | --------- | ------------ | -------------- |
| 2003/04. | Дечић     | Ловћен       | Црвена стијена |

Србија и Црна Гора (Друга лига Црне Горе)
| Сезона   | Побједник | Друго мјесто | Треће мјесто |
| -------- | --------- | ------------ | ------------ |
| 2004/05. | Зора      | Гусиње       | Искра        |
| 2005/06. | Беране    | Младост      | Ибар         |

Црна Гора
| Сезона   | Побједник         | Друго мјесто      | Треће мјесто   |
| -------- | ----------------- | ----------------- | -------------- |
| 2006/07. | Ловћен            | Бокељ             | Ибар           |
| 2007/08. | Језеро            | Челик             | Јединство      |
| 2008/09. | Беране            | Младост           | Морнар         |
| 2009/10. | Младост           | Бар               | Братство       |
| 2010/11. | Бокељ             | Јединство         | Беране         |
| 2011/12. | Челик             | Морнар            | Јединство      |
| 2012/13. | Дечић             | Бокељ             | Забјело        |
| 2013/14. | Бокељ (2)         | Беране            | Језеро         |
| 2014/15. | Искра             | Дечић             | Језеро         |
| 2015/16. | Јединство         | Цетиње            | Братство       |
| 2016/17. | Ком               | Ибар              | Отрант Олимпик |
| 2017/18. | Морнар            | Младост Љешкопоље | Ловћен         |
| 2018/19. | Младост Љешкопоље | Ком               | Бокељ          |
| 2019/20. | Дечић (2)         | Језеро            | Бокељ          |
| 2020/21. | Морнар (2)        | Арсенал           | Игало          |
| 2021/22. | Јединство (2)     | Арсенал           | ОФК Младост ДГ |
| 2022/23. | ОФК Младост ДГ    | Ком               | Беране         |
| 2023/24. | Бокељ (3)         | Отрант Олимпик    | Подгорица      |